# Stimmkreis Nürnberg-Nord
Der Stimmkreis Nürnberg-Nord (Stimmkreis 501) ist ein Stimmkreis in Mittelfranken. Er umfasst die Stadtbezirke Altstadt, St. Lorenz, Tafelhof, Gostenhof, Himpfelshof, Altstadt, St. Sebald, St. Johannis, Pirckheimerstraße, Bärenschanze, Sandberg, Bielingplatz, Uhlandstraße, Maxfeld, Westfriedhof, Schniegling, Wetzendorf, Buch, Thon, Almoshof, Kraftshof, Neunhof, Boxdorf, Großgründlach, Schleifweg, Schoppershof, Schafhof, Marienberg, Ziegelstein, Mooshof, Buchenbühl und Flughafen der kreisfreien Stadt Nürnberg.

## Landtagswahl 2023
Zur Landtagswahl 2023 traten folgende Parteien und Direktkandidaten im Stimmkreis Nürnberg-Nord an und erzielten folgende Ergebnisse:
| Nr. | Direktkandidat       | Partei           | Erststimmen in % | Gesamtstimmen in % |
| --- | -------------------- | ---------------- | ---------------- | ------------------ |
| 1   | Thomas Pirner        | CSU              | 31,4             | 33,2               |
| 2   | Verena Osgyan        | GRÜNE            | 26,9             | 26,6               |
| 3   | Heinz Nether         | Freie Wähler     | 6,4              | 5,5                |
| 4   | Klaus-Rudolf Krestel | AfD              | 10,0             | 9,7                |
| 5   | Arif Taşdelen        | SPD              | 14,3             | 13,5               |
| 6   | Jan Dunker           | FDP              | 3,6              | 3,4                |
| 7   | Kathrin Flach Gomez  | LINKE            | 4,3              | 4,2                |
| 8   | Michael Müdsam       | BP               | 0,4              | 0,3                |
| 9   | Dominik Mozzicato    | ÖDP              | 1,7              | 1,6                |
| 10  | -                    | Tierschutzpartei | -                | 0,7                |
| 11  | -                    | PdH              | -                | 0,3                |
| 12  | Alexander Brosien    | dieBasis         | 1,0              | 1,0                |

## Landtagswahl 2018
Im Stimmkreis waren insgesamt 102.676 Einwohner wahlberechtigt. Die Landtagswahl am 14. Oktober 2018 hatte folgendes Ergebnis:
| Direktkandidat        | Partei               | Erststimmen in % | Gesamtstimmen in % | Veränderung der Gesamtstimmen im Vergleich zur Landtagswahl 2013 in % |
| --------------------- | -------------------- | ---------------- | ------------------ | --------------------------------------------------------------------- |
| Barbara Regitz        | CSU                  | 27,8             | 29,9               | − 5,5                                                                 |
| Arif Taşdelen         | SPD                  | 15,3             | 14,0               | − 15,0                                                                |
| Jürgen Dörfler        | Freie Wähler         | 4,4              | 4,1                | − 0,4                                                                 |
| Markus Ganserer       | GRÜNE                | 25,9             | 25,8               | + 11,6                                                                |
| Jan Dunker            | FDP                  | 6,2              | 5,9                | + 1,9                                                                 |
| Gezim Fesli           | LINKE                | 7,2              | 7,5                | + 2,7                                                                 |
| Werner Braungardt     | BP                   | 0,3              | 0,2                | − 0,6                                                                 |
| Franz Stryz           | ÖDP                  | 1,2              | 1,2                | − 0,2                                                                 |
| Hayo Körber           | PIRATEN              | 0,9              | 0,9                | − 2,4                                                                 |
| David Bartlitz        | Die Franken          | 0,9              | 0,8                | − 0,1                                                                 |
| Wolfgang Marc Dörner  | AfD                  | 8,2              | 7,8                | + 7,8                                                                 |
| Christine Deutschmann | mut                  | 0,3              | 0,4                | + 0,4                                                                 |
| Jörg Knapp            | Die Partei           | 1,0              | 1,0                | + 0,5                                                                 |
| -                     | Gesundheitsforschung | -                | 0,0                | + 0,0                                                                 |
| Daniel Garratt        | V-Partei³            | 0,4              | 0,4                | + 0,4                                                                 |

Neben der direkt gewählten Stimmkreisabgeordneten Barbara Regitz (CSU) wurden auch der SPD-Kandidat Arif Taşdelen und der Grünen-Kandidat Markus Ganserer in den Landtag gewählt.

## Landtagswahl 2013
Wahlberechtigt waren bei der Landtagswahl vom 15. September 2013 insgesamt 103.209 Einwohner. Die Wahlbeteiligung lag bei 61,3 %. Die Wahl hatte folgendes Ergebnis:
| Direktkandidat   | Partei       | Erststimmen in % | Gesamtstimmen in % | Veränderung der Gesamtstimmen im Vergleich zur Landtagswahl 2008 in % |
| ---------------- | ------------ | ---------------- | ------------------ | --------------------------------------------------------------------- |
| Michael Brückner | CSU          | 34,1             | 35,4               | − 3,2                                                                 |
| Arif Taşdelen    | SPD          | 31,0             | 29,1               | + 3,4                                                                 |
| Markus Ganserer  | GRÜNE        | 13,6             | 14,2               | + 1,2                                                                 |
| Jürgen Dörfler   | Freie Wähler | 4,9              | 4,4                | - 1,3                                                                 |
| Jan Dunker       | FDP          | 4,2              | 4,0                | - 2,4                                                                 |
| Stefan Stroheker | LINKE        | 4,7              | 4,9                | - 1,9                                                                 |
| Robert Rumbucher | REP          | 0,7              | 0,7                | − 0,3                                                                 |
| Sandra Rübel     | NPD          | 1,0              | 1,0                | − 0,3                                                                 |
| Manuela Forster  | ÖDP          | 1,3              | 1,3                | +/− 0,0                                                               |
| Harald Grimke    | BP           | 1,1              | 0,8                | + 0,7                                                                 |
| -                | Die Franken  | -                | 0,9                | + 0,9                                                                 |
| Emanuel Kotzian  | PIRATEN      | 3,3              | 3,3                | + 3,3                                                                 |

## Landtagswahl 2008
Wahlberechtigt waren bei der Landtagswahl 2008 im Stimmkreis 100.650 Einwohner. Die Wahlbeteiligung lag bei 57,5 %. Die Wahl hatte folgendes Ergebnis:
| Direktkandidat    | Partei       | Erststimmen in % | Gesamtstimmen in % | Veränderung der Gesamtstimmen im Vergleich zur Landtagswahl 2003 in % |
| ----------------- | ------------ | ---------------- | ------------------ | --------------------------------------------------------------------- |
| Günther Beckstein | CSU          | 40,0             | 38,6               | - 10,5                                                                |
| Johannes Lanig    | SPD          | 26,3             | 25,7               | - 3,4                                                                 |
| Markus Ganserer   | GRÜNE        | 11,0             | 13,0               | - 0,1                                                                 |
| Gabriele Pauli    | Freie Wähler | 7,3              | 5,7                | + 4,0                                                                 |
| Christoph Eipper  | FDP          | 5,6              | 6,4                | + 3,5                                                                 |
| Harald Schumann   | REP          | 0,9              | 1,0                | - 1,1                                                                 |
| Manuela Forster   | ödp          | 1,3              | 1,3                | + 0,3                                                                 |
| -                 | BP           | -                | 0,1                | - 0,2                                                                 |
| -                 | BüSo         | -                | -                  | - 0,1                                                                 |
| Stefan Gebuhr     | LINKE        | 6,3              | 6,8                | + 6,8                                                                 |
| -                 | VIOLETTE     | -                | 0,2                | + 0,2                                                                 |
| Sebastian Schmaus | NPD          | 1,2              | 1,3                | + 1,3                                                                 |